# Шипка (Григориопольский район)
Ши́пка — село в Григориопольском районе непризнанной Приднестровской Молдавской Республики. Административный центр Шипкинского сельсовета, куда помимо села Шипка также входит село Весёлое.

## География
Площадь села — около 5,93 км2, периметр — 4,07 км. Село расположено на расстоянии 18 км от города Григориополь и 68 км от г. Кишинёв.

## История
Первое документальное упоминание о селе Шипка датировано 1790 годом.
Население села с самого начала было неоднородным. По преданию, это село было основано казаками, переселившимися с северного побережья Чёрного моря в конце XVIII века. Первыми жителями были семьи Бузук, Паша, Баран, Гушан, потомков которых и сегодня можно найти в этом населенном пункте.

## Население
По данным 1997 года, в селе Шипка проживало 2497 человек. На 2015 год — 1668 человек, а в селе Веселое 45 человек.